# 高雄圓山大飯店

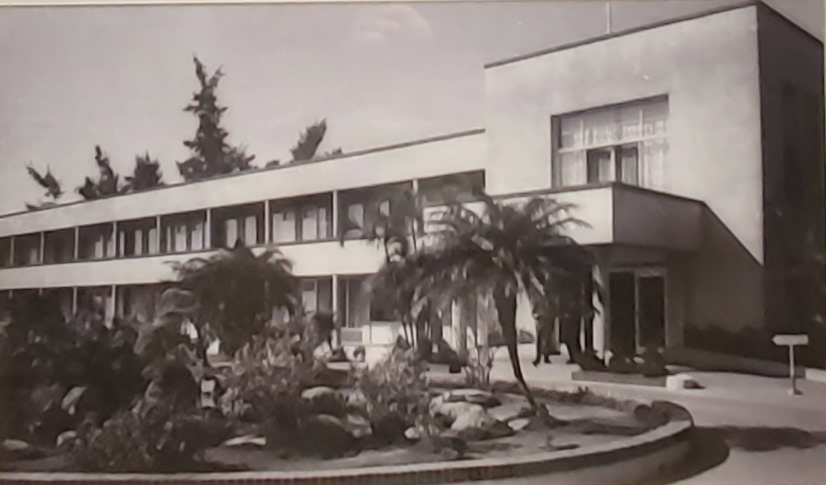
1957年初創於愛河畔的高雄圓山大飯店

高雄圓山大飯店（英語：The Grand Hotel Kaohsiung）位於高雄市鳥松區，為圓山大飯店的高雄分部，1957年於愛河畔成立，1971年遷至澄清湖畔現址。

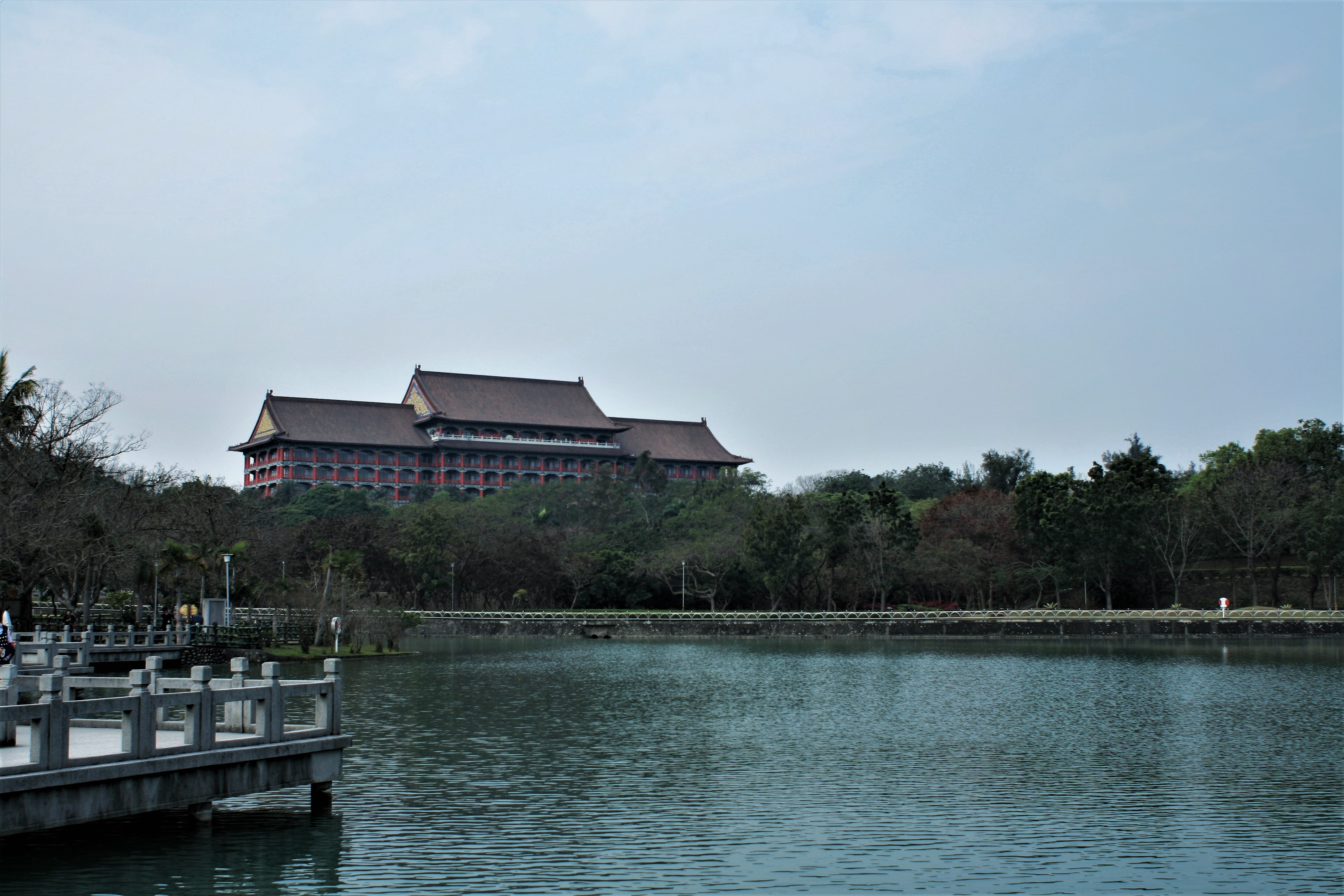
高雄圓山大飯店

## 沿革與來訪國賓
- 1969年，規劃遷建於澄清湖畔，時任飯店經理徐潤勳與建築師楊卓成前往基地進行方位測定。
- 1971年5月8日，高雄圓山大飯店開幕，臺灣省主席陳大慶主持開幕酒會。同年，剛果民主共和國總統蒙博托來訪。
- 1972年，財政部部長李國鼎蒞臨視訪。
- 1981年，影星亞蘭·德倫蒞臨下榻。
- 1988年，兴建「高雄圆山联谊会」以提供南北两地中外人士与工商界之联谊休闲场所。
- 1989年，張學良與其夫人趙一荻蒞臨高雄圓山大飯店。
- 2005年，總統陳水扁於高雄圓山大飯店以國宴款待查德總統伊德里斯·德比。
- 2008年12月，「高雄圆山联谊会」歇業。[1]
- 2011年，瓜地馬拉副總統艾斯巴達（英语：Rafael Espada）伉儷蒞臨高雄圓山大飯店。

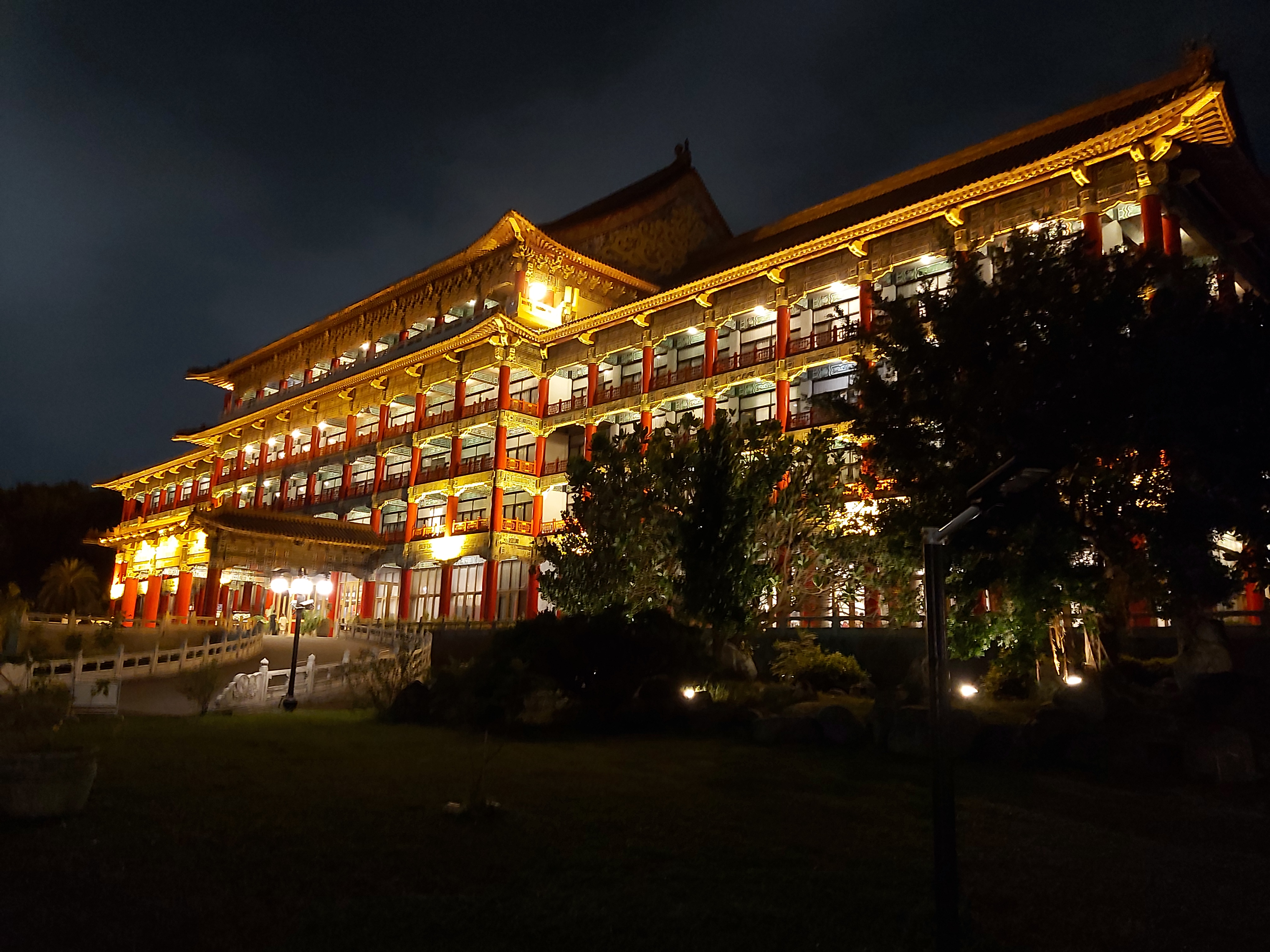
夜景
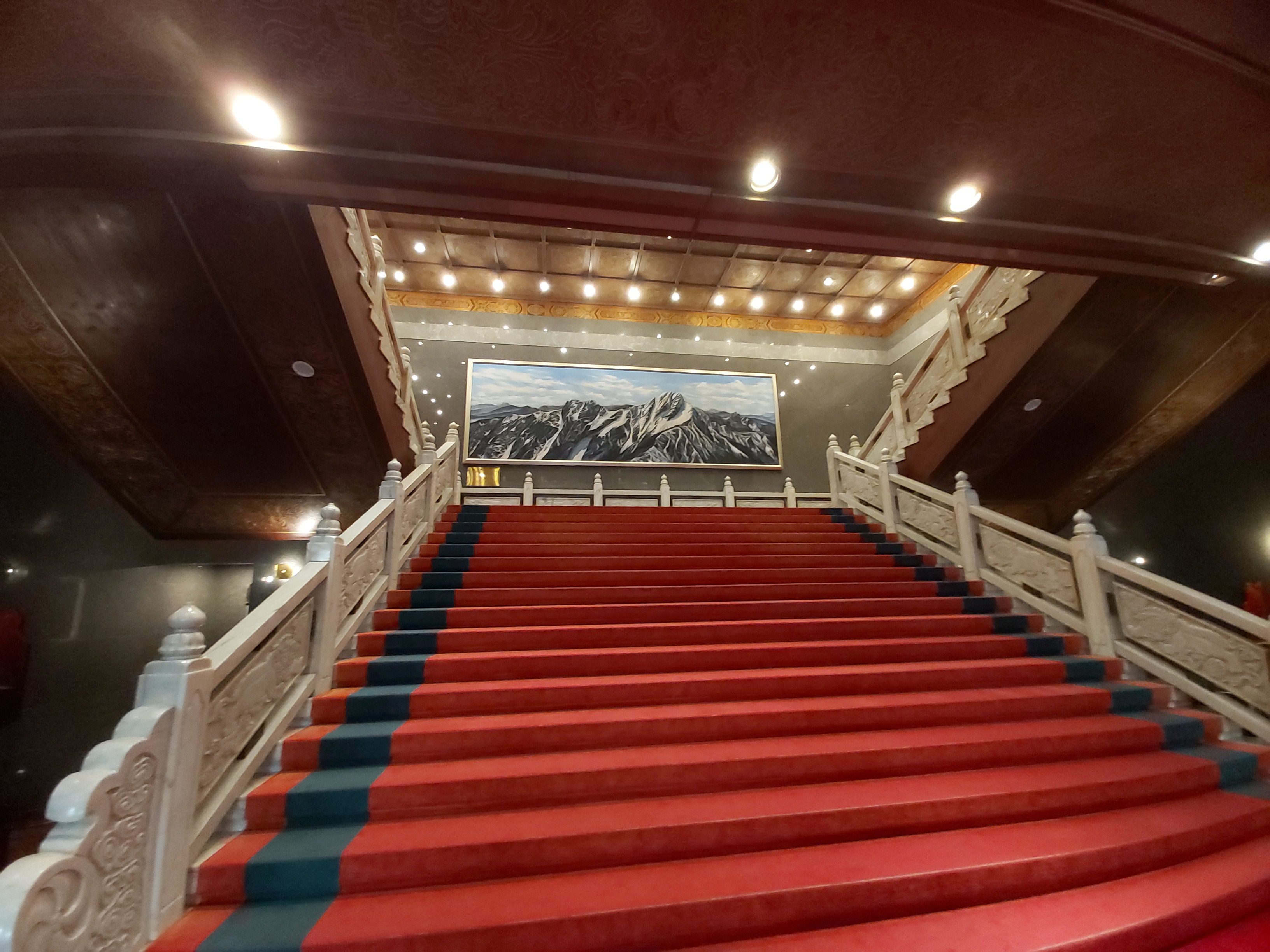
玉山砂畫
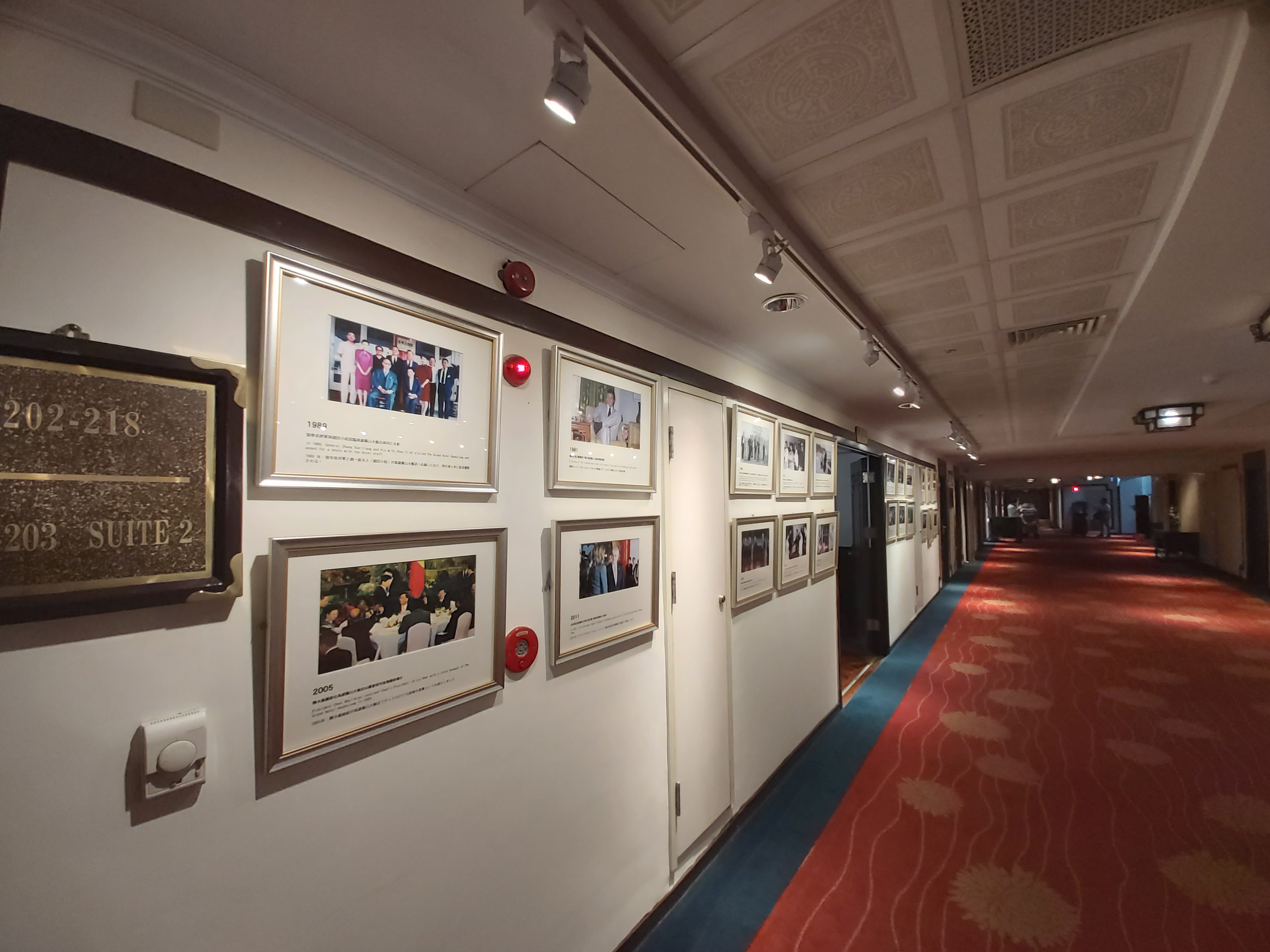
沿革展示牆
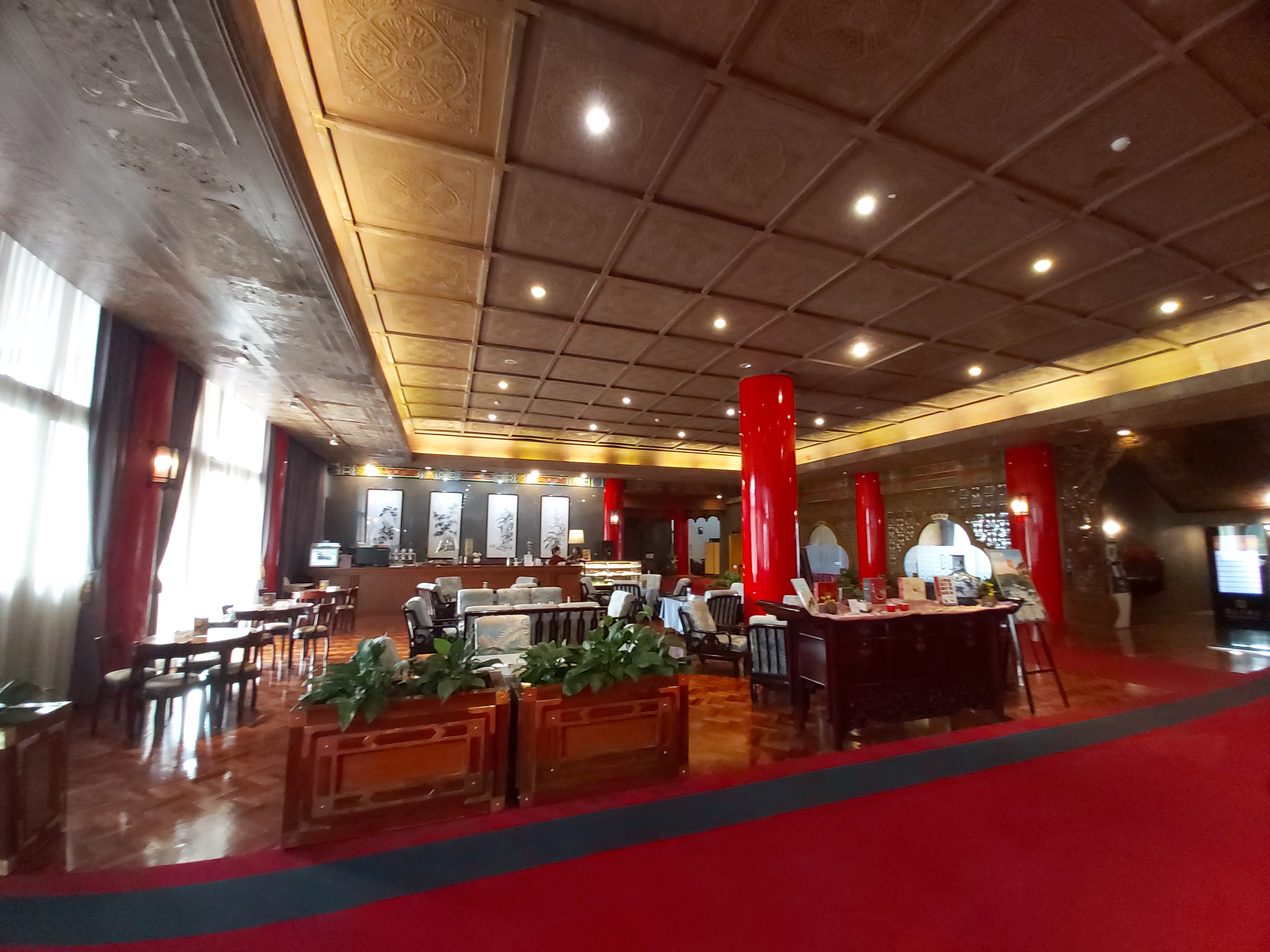
咖啡座與萬福廳
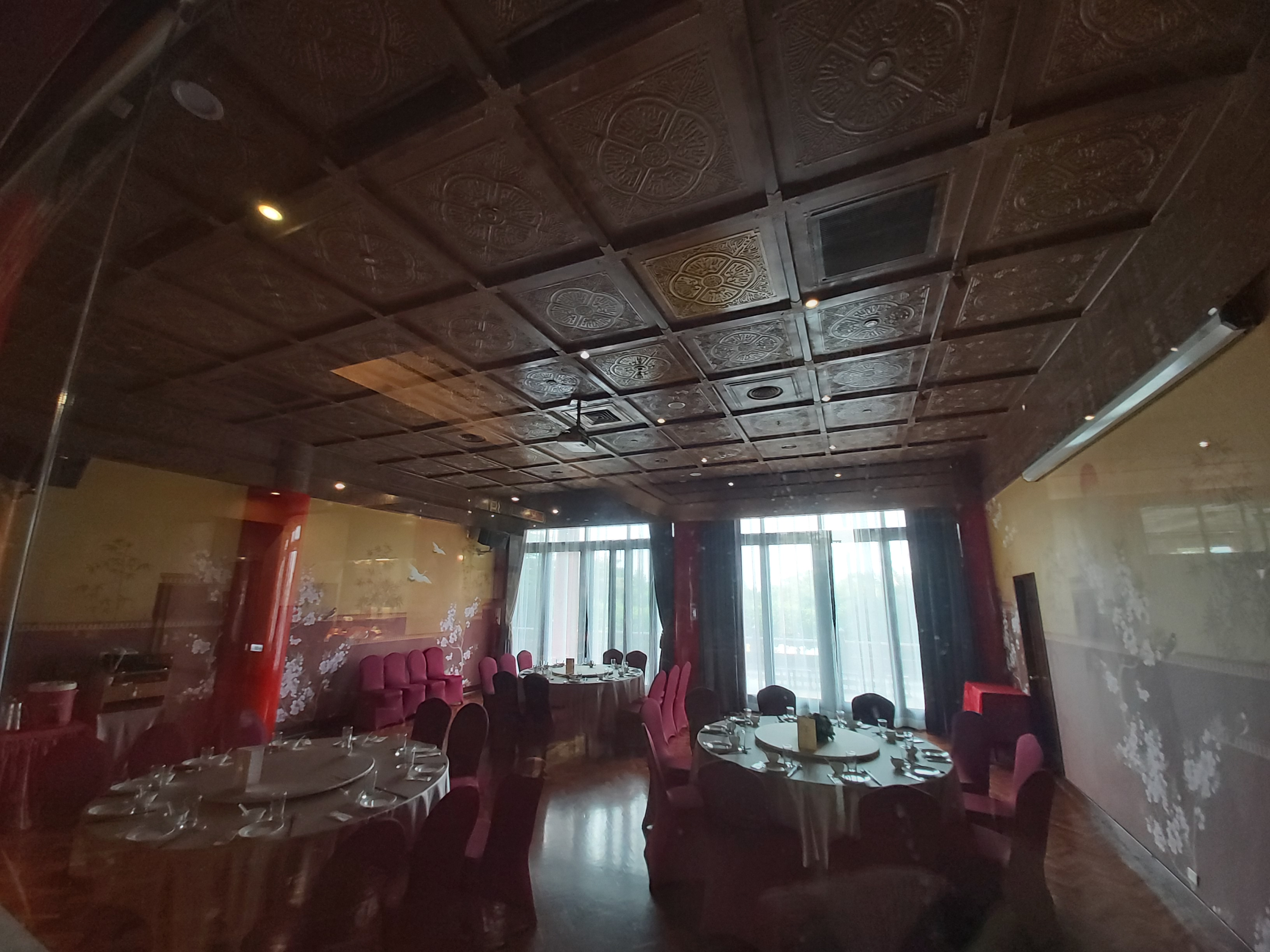
萬瑞廳
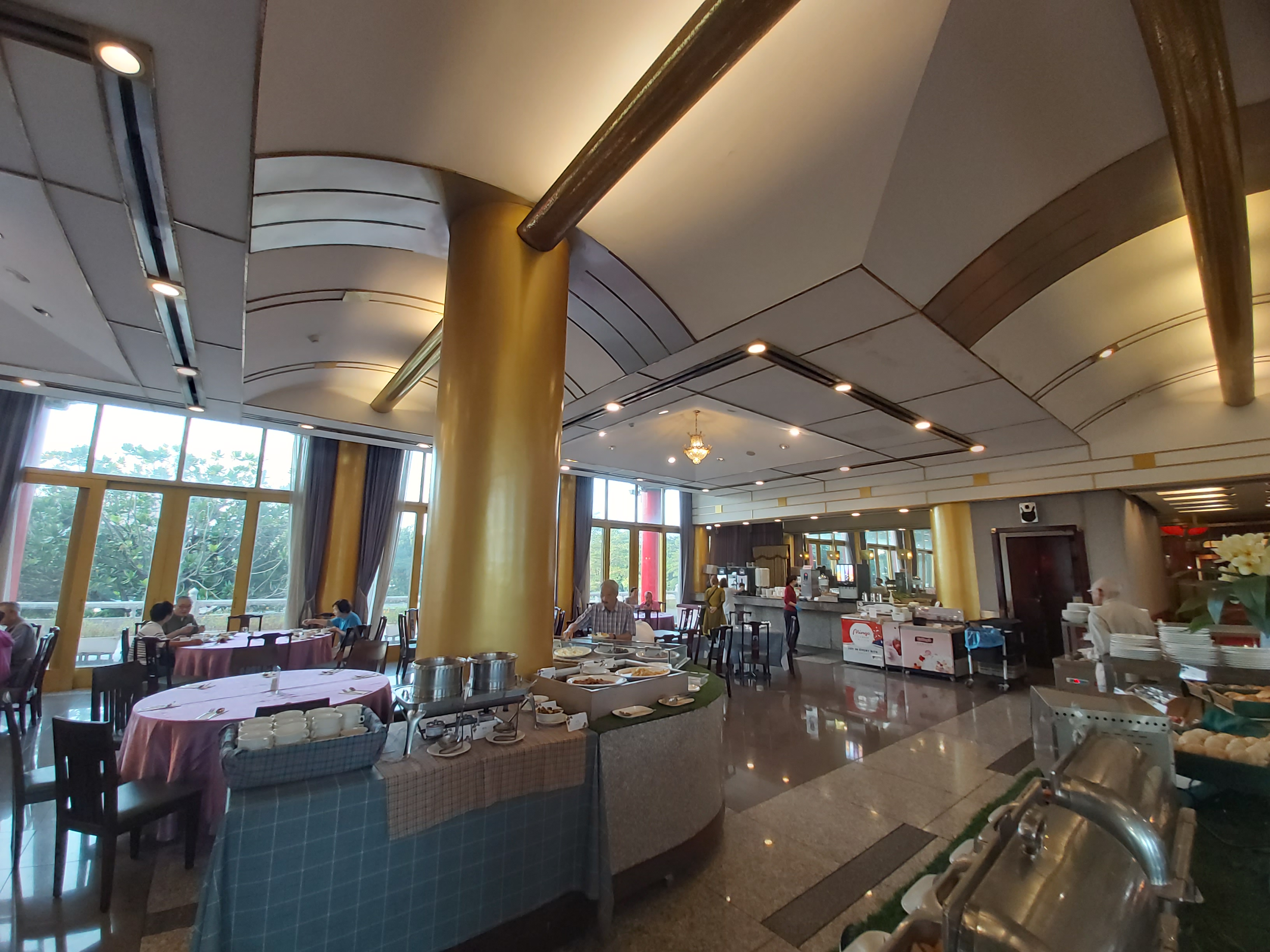
萬壽廳
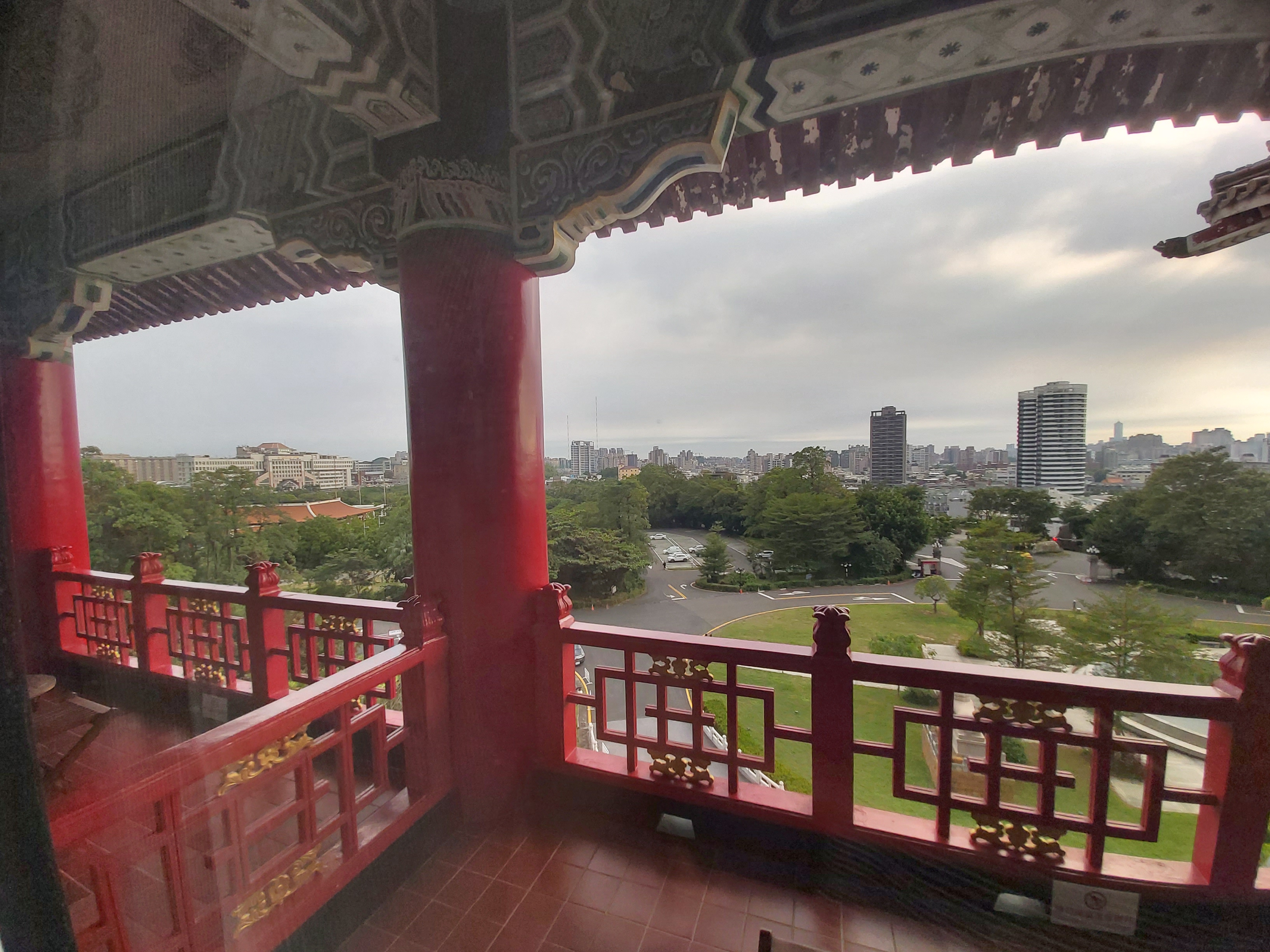
陽台
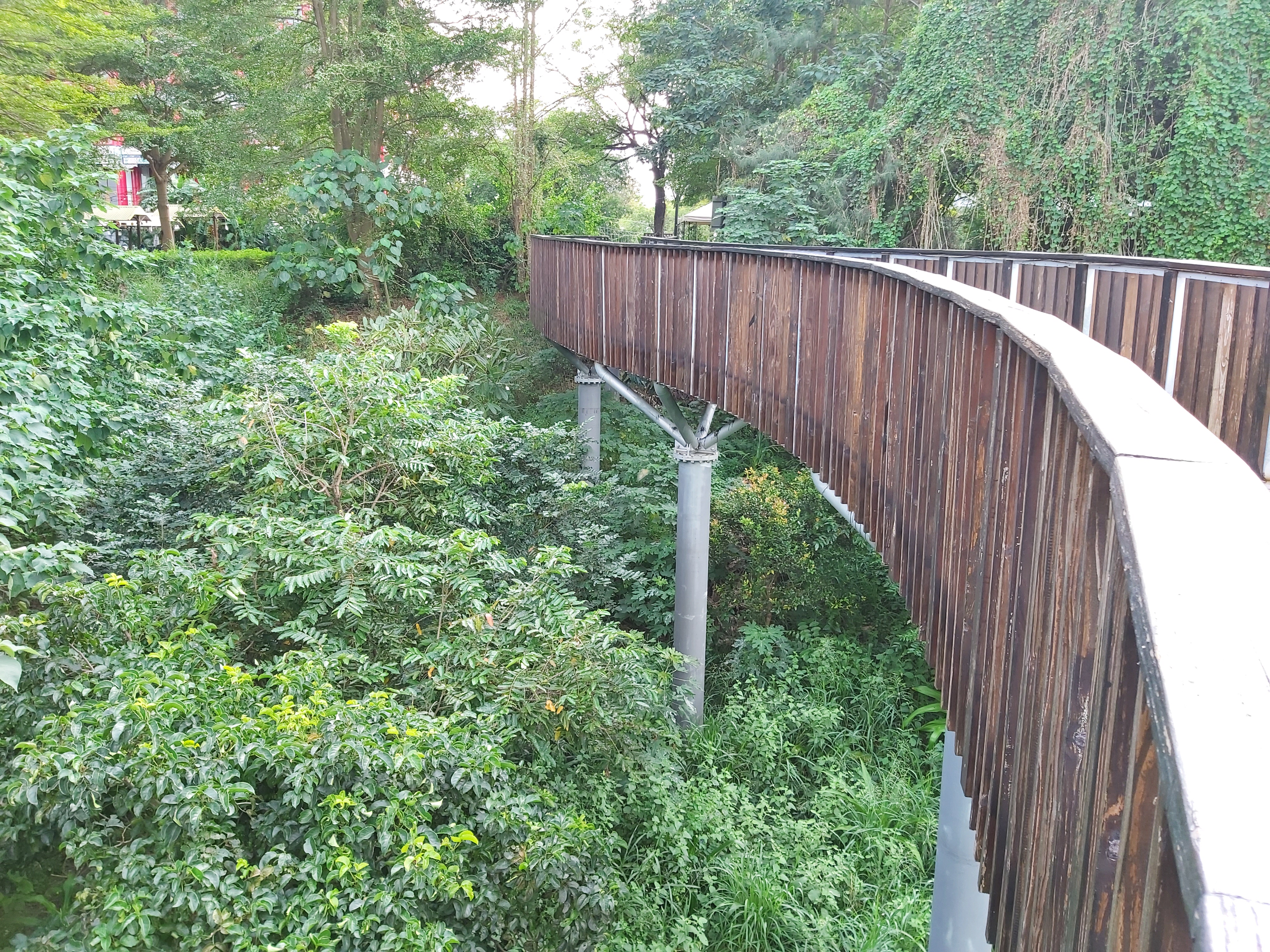
木棧道

## 重北輕南爭議
2016年4月，立法院審查中華民國交通部主管之財團法人的預算案，民主進步黨立法委員李昆澤批評，近3年來 (2013-2016年)，台北高雄兩圓山飯店的房屋建築及設備投資數額天差地遠，台北圓山花費新台幣5.2億元，高雄圓山卻只有新台幣57萬元，相差超過9百倍，質疑經營者台灣敦睦聯誼會重北輕南。2018年7月18日，李昆澤表示，在圓山大飯店董事長張學舜配合下，圓山大飯店開始編列整修預算撥給高雄圓山飯店。

## 來源
1. ↑  王榮祥; 黃志源. . 自由時報. 2008-12-21  [2024-05-22]. （原始内容存档于2024-05-22） （中文（臺灣））.
2. ↑  黃旭磊. . 自由時報電子報. 2016-04-06  [2018-02-10]. （原始内容存档于2018-02-10） （中文）.
3. ↑  何弘斌. . 台灣新生報. 2018-07-19  [2018-08-09]. （原始内容存档于2018-08-09） （中文）.

## 外部連結
- 高雄圓山大飯店 （页面存档备份，存于）（繁體中文）（简体中文）（日語）（英文）
- 臺灣旅宿網-高雄圓山大飯店 （页面存档备份，存于）